# Kinabatangan
Kinabatangan oder Kota Kinabatangan ist eine Stadt im malaysischen Bundesstaat Sabah. Sie gehört zum gleichnamigen Verwaltungsbezirk (Distrikt Kinabatangan) und liegt 132 Kilometer Luftlinie südwestlich von Sandakan. Die Stadt ist Teil des Gebietes Sandakan Division, das die Distrikte Beluran, Kinabatangan, Sandakan und Tongod umfasst.

## Demographie
Die Bevölkerung der Stadt beträgt laut der letzten Volkszählung 10.256 Einwohner. Wie in vielen anderen Städten Sabahs gibt es auch hier eine beträchtliche Anzahl illegaler Immigranten aus den nahegelegenen Philippinen, vor allem aus Sulu und Mindanao, die in der Bevölkerungsstatistik nicht verzeichnet sind.

## Geographie
Die Stadt leitet ihren Namen vom nahegelegenen Fluss Sungai Kinabatangan ab. Die Umgebung des Flusses besteht aus Regenwald. Das Terrain ist nass und feucht und die sumpfigen Niederungen sind die Heimat des Nasenaffen.
In der Kinabatangan-Region befinden sich auch die Gomantong-Höhlen, ein stark verzweigtes Höhlensystem, das durch die dort lebenden Fledermausarten und Salanganen, schwalbenähnlichen Vögeln, deren Nester der Hauptbestandteil der sogenannten Schwalbennestersuppe sind, bekannt ist.

## Wirtschaft
Die wirtschaftlichen Aktivitäten im Gebiet um Kinabatangan konzentrieren sich auf die Anpflanzung von Ölpalmen, forstwirtschaftliche Betriebe und die Holzindustrie.